# David Mikhail
David Mikhail, född 13 december 1998 i Stockholm, är en svensk fotbollsspelare som spelar för IFK Göteborg. Mikhail är även utbildad jurist och bloggar sedan januari 2025 för Fotbollskanalen under signaturen Fotbollsjuristen.

## Personligt
Mikhail är av egyptisk härkomst. Hans bror Marcus är också en fotbollsspelare som spelar för norska IL Hødd i OBOS-ligaen.